# 玉果郡
玉果郡（オックァぐん、옥과군）は、韓国全羅南道谷城郡玉果面一帯にあった昔の郡。

## 歴史
- 本来百済の菓支県だった。
- 757年 玉果県と改称して楸城郡（潭陽郡）の領県になった。
- 940年 宝城郡の属県となった。
- 1172年 監務を置いて州県に昇格した。
- 1409年 全羅道のすべての郷・所・部曲が廃止され、玉果県管内の里仁郷、興福郷、金山部曲がすべて廃止された。
- 1895年に南原府玉果郡になったが、1896年に全羅南道玉果郡になった。

：6面：県内面、入平面、化石面、鎮房面、地座曲面、水台曲面
- 1908年玉果郡が廃止され、昌平郡に編入された。県内面が玉山面に、立平面が立面に、化石面が火面に、両面が兼面に、地座曲面が只面に、水対曲面が水面に改称した。
- 1914年 昌平郡が廃止され、旧玉果6面は谷城郡に編入された。玉山面と水面を玉果面に統合し、地面を兼面に編入した。
- 1949年 火面が悟山面に改称した。
- 旧玉果郡地域は谷城郡の玉果面、立面、兼面、火面以上4面となって現在に至る。